# Sloanea arfakensis
Sloanea arfakensis är en tvåhjärtbladig växtart som först beskrevs av Kanehira & Hatusima, och fick sitt nu gällande namn av Merrill. Sloanea arfakensis ingår i släktet Sloanea och familjen Elaeocarpaceae. Inga underarter finns listade i Catalogue of Life.